# René Mans de Froulay de Tessé
René Mans de Froulay de Tessé est un homme politique français né le 9 octobre 1736 au Mans (Sarthe) et décédé le 21 janvier 1814 à Paris.
Maréchal de camp et chevalier de Saint-Louis, il est lieutenant général au début de la Révolution. Il est député de la noblesse aux États généraux de 1789 pour le bailliage du Mans et se montre hostile aux réformes. Il démissionne le 5 mai 1790 et émigre. Il ne rentre en France que sous le Consulat.

## Sources
- « René Mans de Froulay de Tessé », dans Adolphe Robert et Gaston Cougny, Dictionnaire des parlementaires français, Edgar Bourloton, 1889-1891 [détail de l’édition]